# انتفاضة 1953 في ألمانيا الشرقية

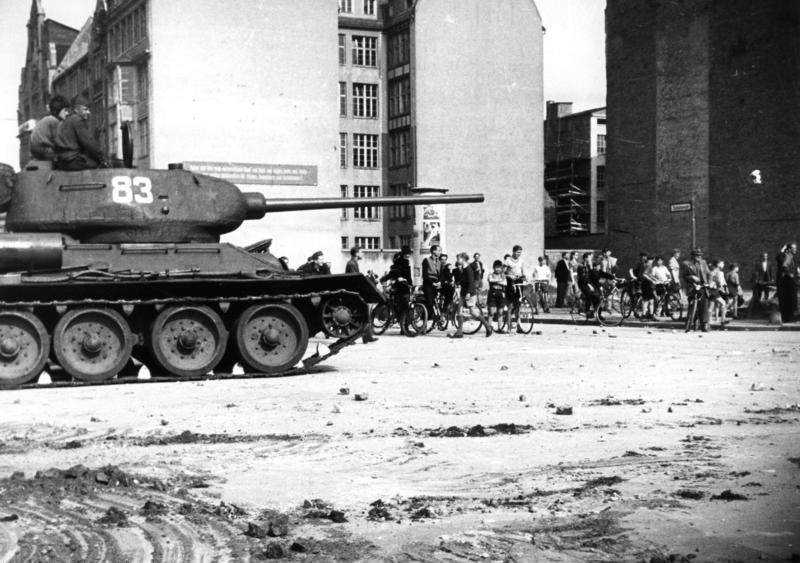
صورة الدبابة أثناء الإنتفاضة.

بدأت انتفاضة 1953 في ألمانيا الشرقية بإضراب عمال البناء في برلين الشرقية يوم 17 يونيو. ثم تحولت في اليوم التالي وبشكل واسع النطاق إلى انتفاضة مناهضة للستالينية ضد حكومة الجمهورية الديمقراطية الألمانية.
برلين14 يونيو 2013/ومع/ قال الرئيس الألماني يواكيم غاوك اليوم الجمعة، إن انتفاضة السابع عشر من يونيو سنة 1953 في ألمانيا الشرقية سابقا، شكلت مصدر إلهام مهم لكثير من حركات التحرر التي عرفتها أوروبا الشرقية. وقال غاوك في معرض كلمة ألقاها في حفل أقامه البرلمان الألماني «البوندستاغ» بمناسبة الذكرى الـ 60 لهذه الانتفاضة، إن هذا الحدث كان إشارة لانتفاضة سنة 1956 في المجر، وربيع براغ سنة 1968 والاضطرابات العمالية التي شهدتها بولندا سنة 1980. وأضاف غاوك «اندلع التمرد نتيجة غضب الملايين من الألمان جراء الظلم الواضح الواقع عليهم وظروف العيش التي كانت لا تطاق، حيث انضم عمال وهم يرتدون هندام العمل إلى حركة التمرد، وطلبة ومزارعون وربات بيوت». وكانت هذه الانتفاضة قد أطلق شرارتها سنة 1953 عمال البناء في برلين الشرقية سابقا عندما توقفوا عن العمل، احتجاجا على زيادة ساعات العمل التي فرضها الحزب الشيوعي الحاكم. وتطورت الاحتجاجات بسرعة، حيث ارتفعت أصوات الاستياء في جميع أنحاء ما كان يعرف بألمانيا الديمقراطية، فخرج ما يفوق مليون شخص إلى الشوارع في 700 موقع في جميع أنحاء البلاد مطالبين بالحرية والديمقراطية وبتوحيد ألمانيا إلا أن هذه الحركة قمعها الاحتلال السوفياتي بالدبابات وتمكن جنوده من إسكات كل الأصوات التي ارتفعت ضد الستالينية. وقد لقى أكثر من 50 متظاهرا خلال الانتفاضة حتفهم، كما سجن الكثير منهم في وقت لاحق في أعقاب محاكمات صورية، كما قامت عناصر استخبارات ألمانيا الشرقية السابقة المعروفة باسم «شتاسي» بعمليات تعذيب وإعدام العديد من المعارضين.

## النتائج
لقد كانت انتفاضة 17 حزيران / يونيو انتفاضة شعبية عفوية أو حركة شعبية تفتقد للقيادة المركزية ودون أي إستراتيجية موحدة. ويرى بعض المؤرخين أن ذلك كان سبب فشل الثورة.
كانت مشاركة الشباب في الانتفاضة مرتفعة جدا. وكان من بين المتظاهرين العشرة الذين قتلوا أو اعدموا في شوارع منطقة لايبزج سبعة شبان تتراوح اعمارهم بين 15 و 25 عاما. ولأن العديد من الشباب قد شاركوا في تدمير مرافق ورموز وزارة التنمية الاجتماعية، ووزارة الصحة العامة، ووزارة التنمية الحضرية، فإن نسبة الذين ألقي القبض عليهم وأدينوا كانت مرتفعة بشكل خاص. كان عدد المدانين في محكمة دريسدن الجزائية حتى 23 يوليو 1953 والذين تتراوح أعمارهم بين 14 إلى 18 سنة 16٪، 22٪ كانوا ينتمون إلى الفئة العمرية من 18 إلى 20 و 17٪ بين 20 و 25 عاما. أي أن أكثر من نصف المدانين كانوا من الشباب. هذا لأن العديد من الرجال من باقي الفئات العمرية كانوا قد ماتوا قبل عامي 1928 أو 1929 في الحرب.
أظهرت انتفاضة 17 يونيو 1953 في ألمانيا الشرقية للجميع أن حكومة الوحدة الاشتراكية SED انتصرت فقط بمساعدة الأسلحة السوفيتية. ومن أجل منع انتفاضة أخرى، أنشأت وزارة أمن الدولة (شتازي) شبكة كثيفة من المراقبة والتجسس في السنوات اللاحقة. وأدى «التصويت بالرحيل» الذي شمل قطاعات واسعة من السكان إلى منع أولبريشت من بناء جدار برلين في 13 آب / أغسطس 1961. واستمالت سياسة DDR الاشتراكية في السنوات التالية عمال الصناعة الثقيلة والبناء بزيادة الأجور والأقساط. غير أن رعاية المتقاعدين والمعوقين ظلت محدودة بالحد الأدنى. وقد برزت معارضة ما قبل عام 1989 من جميع مناحى الحياة.

## وصلات خارجية
- Bibliographical Database of the International Literature on the Uprising of June 17, 1953 in the GDR
- Ulrich Mählert. Der 17. Juni 1953, ein Aufstand für Einheit, Recht und Freiheit. Berlin: J.H.W.Dietz, 2003.
- 1953: The East German uprising on libcom.org
- BBC: Berliner recalls East German uprising (by Ray Furlong)